# Mandaguaçu
Mandaguaçu, amtlich portugiesisch Município de Mandaguaçu, ist eine kleine brasilianische Gemeinde im Bundesstaat Paraná. Ihre Bevölkerung wurde vom Statistikamt IBGE zum 1. Juli 2021 auf 23.373 Einwohner geschätzt, die Mandaguaçuenser genannt werden und auf einer Gemeindefläche von rund 294 km² leben. Sie steht an 89. Stelle der 399 Munizips des Bundesstaates. Die Entfernung zur Hauptstadt Curitiba beträgt 457 km. Sie ist Teil der Metropolregion Maringá in Nordparaná und wurde durch den Anbau von Arabica-Kaffee bekannt. Durch die Gemeinde führt die Rodovia do Café.

## Toponymie
Mandaguaçu stammt aus den Tupí-Guaraní-Sprachen und soll „große Biene“ bedeuten. Das Stadtwappen zeigt eine Bienenwabe, was als Symbol für Wohlstand und Fleiß gelten soll.

## Geographie

### Biom und Klima
Das Biom ist Mata Atlântica. Es liegt auf der dritten paranaischen Hochebene, dem Terceiro Planalto Paranaense, der Boden ist fruchtbare Terra Roxa.
Die Gemeinde liegt im Übergang vom Seeklima zum Ostseitenklima (Cfa/Cfb) nach der Klimaklassifikation nach Köppen und Geiger. Die Durchschnittstemperatur ist 22,6 °C. Die durchschnittliche Niederschlagsmenge liegt bei 1574 mm im Jahr.

### Lage
Mandaguaçu liegt auf der Wasserscheide zwischen Ivai, der direkt zum Paraná fließt, und dem Pirapó, der in den Rio Paranapanema mündet. Die Höhenlage über Normalnull liegt bei 550 m im westlichen Teil und flacht im östlichen Teil bis auf 400 m ab. Der namengebende urbane Teil nimmt nur wenige Quadratkilometer ein.

### Gewässer
- Ribeirão Centenário (zum Pirapó, einem linken Nebenfluss des Paranapanema)
- Rio Andira (zum Ivaí, an der Grenze zu Presidente Castelo Branco)
- Ribeirão Iguatemí (zum Ivai, einem linken Nebenfluss des Paraná)

### Bundesstraßen

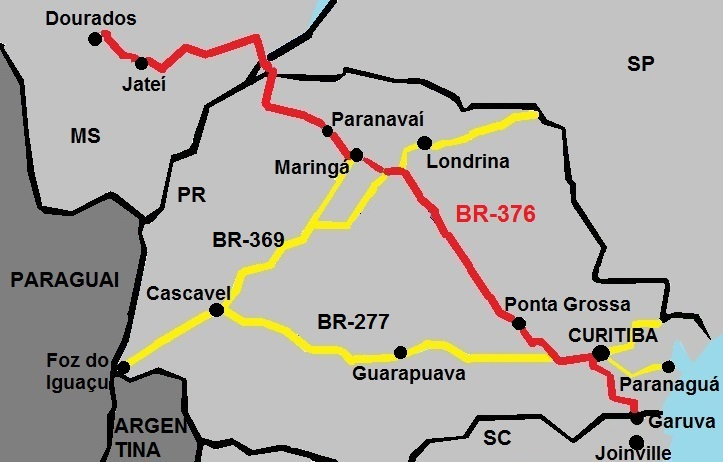
Verlauf der Rodovia do Café (BR-376)

Mandaguaçu liegt an der Rodovia do Café (BR-376) zwischen Maringá und Paranavaí.

### Nachbarmunizipien
| Presidente Castelo Branco | Atalaia                                     | Flórida, Ângulo |
|                           | Kompassrose, die auf Nachbargemeinden zeigt |                 |
| Ourizona                  | Paiçandu                                    | Maringá         |

## Geschichte
Das Gebiet von Mandaguaçu war ursprüngliches Siedlungsgebiet von Guaraní, Kaingang, Xokleng und Xetá. Zur Zeit der Zugehörigkeit im 19. Jahrhundert zur Provinz São Paulo und der Provinz Paraná war es völlig unterentwickelt. Der Aufstieg als neue Stadt im Norte Novo von Paraná begann zum Ende des Zweiten Weltkriegs durch die erst britische, dann brasilianische Grundstückseigentums- und Kolonisationsgesellschaft Companhia Melhoramentos Norte do Paraná (CMNP), die ab 1944 erste Ansiedlungen ermöglichte. Das Gebiet gehörte zunächst zur Gemeinde von Mandaguari. Durch das Staatsgesetz Nr. 790 vom 14. November 1951 wurde die Gründung als eigenes Munizip und die Ausgliederung aus Mandaguari festgelegt, aber erst am 14. Dezember 1952 verwirklicht, was heute als Gründungsdatum gilt. Erster gewählter Bürgermeister wurde Aray Milla Ferreira de Siqueira.

## Kommunalverwaltung
Die Exekutive liegt bei dem Stadtpräfekten (Bürgermeister). Bei der Kommunalwahl in Brasilien 2020 wurde Maurício Aparecido da Silva, genannt Professor Índio, des Partido Socialista Brasileiro (PSB) zum Stadtpräfekten für die Amtszeit von 2021 bis 2024 mit 4733 oder 37,88 % der gültigen Stimmen wiedergewählt.
Die Legislative liegt bei einem 9-köpfigen gewählten Stadtrat, den vereadores der Câmara Municipal.
Die Gemeinde besteht aus einem Gesamtverwaltungsbezirk, dem Distrito de Mandaguaçu.

## Bevölkerungsentwicklung
| Jahr | Einwohner | Stadt  | Land   |
| --- | --------- | ------ | ------ |
| 1960 | 26.721    | 3.316  | 23.405 |
| 1970 | 16.662    | 4.491  | 12.171 |
| 1980 | 14.016    | 7.153  | 6.863  |
| 1991 | 14.697    | 11.122 | 3.575  |
| 2000 | 16.828    | 14.113 | 2.715  |
| 2010 | 19.784    | 17.570 | 2.214  |
| 2021 | 23.373    | ?      | ?      |
| Hier fehlt eine Grafik, die leider im Moment aus technischen Gründen nicht angezeigt werden kann. Wir arbeiten daran! |           |        |        |

Quelle: IBGE (2011)